# Székely, Szabolcs-Szatmár-Bereg
Székely este un sat în districtul Kemecse, județul Szabolcs-Szatmár-Bereg, Ungaria, având o populație de 1.107 locuitori (2011). 

## Demografie
Componența etnică a satului Székely
     Maghiari (86,96%)
     Romi (13,04%)
Componența confesională a satului Székely
     Reformați (37,13%)
     Romano-catolici (23,85%)
     Greco-catolici (10,39%)
     Fără religie (8,4%)
     Necunoscută (19,87%)
     Atei (0,36%)
Conform recensământului din 2011, satul Székely avea 1.107 locuitori. Din punct de vedere etnic, majoritatea locuitorilor (86,96%) erau maghiari, cu o minoritate de romi (13,04%). Nu există o religie majoritară, locuitorii fiind reformați (37,13%), romano-catolici (23,85%), greco-catolici (10,39%) și persoane fără religie (8,4%). Pentru 19,87% din locuitori nu este cunoscută apartenența confesională.